# Phyllachora secunda
Phyllachora secunda är en svampart som beskrevs av Höhn. 1920. Phyllachora secunda ingår i släktet Phyllachora och familjen Phyllachoraceae.   Inga underarter finns listade i Catalogue of Life.